# Енстатитовий хондрит
Енстатитові хондрити (також відомі як хондрити E-типу) — це рідкісна форма метеоритів, які, як вважається, становлять лише близько 2% всіх хондритів, які потрапляють на Землю. Станом на 2014 рік відомо всього лиш близько 200 хондритів E-типу.

## Походження
Хондрити E-типу належать до типу кам'яних порід, які зазнали найбільшого впливу відновної реакції, в результаті чого більшість заліза, наявного у їх складі, має форму або металу, або сульфіду, на відміну від оксиду заліза у інших метеоритах. Вони характеризуються тим, що містять велику кількість енстатиту (MgSiO3), від чого й походить їхня назва. На основі спектрального аналізу було висловлено припущення, що астероїд 16 Психея може виявитись спільним батьківським тілом для метеоритів даного типу. Деякі екземпляри, однак, можуть походити з планети Меркурій.

## Композиція
На відміну від більшості хондритів, мінерали у енстатитових хондритах майже не мають в своєму складі оксиду заліза: вони є найбіднішими на кисень серед усіх відомих об'єктів такого типу. Металевий Fe-Ni (залізо-нікель) та Fe-вмісні сульфідні мінерали містять майже все залізо, яке можна виявити у метеоритах цього типу. Енстатитові хондрити містять ціле різноманіття незвичних мінералів, які можуть бути утвореними лише у середовищі із надзвичайно інтенсивними відновними реакціями. До таких мінералів належать, зокрема, ольдгаміт (CaS), нінінгерит (MgS), периїт (силіцид Fe-Ni), а також лужні сульфіди (наприклад, джерфішерит, та касвелсільверит). Всі енстатитові хондрити складаються в основному із багатих на енстатит хондр, а також великої кількості зерен металів та сульфідних мінералів. Порошкоподібний матеріал матриці є незвичним для таких метеоритів, а вогнетривкі включення зустрічаються дуже рідко. З хімічної точки зору, енстатитові хондрити є дуже бідними на вогнетривкі літофільні елементи. Їх оксигенові ізотопні композиції є посередніми — поміж відповідними композиціями звичайних та вуглецевих хондритів, — а також відповідають композиціям у породах, знайдених на Землі та Місяці. Брак оксигенового вмісту у них може означати те, що вони початково були сформовані ближче до центру сонячної туманності, з якої утворилася наша Сонячна система, — ймовірно, десь в районі сучасної орбіти Меркурія. Більшість енстатитових хондритів зазнавали термального метаморфізму на батьківських астероїдах. Вони поділяються на дві групи:
- Хондрити EH (англ. high enstatite — високий вміст ентатиту) містять невеликі хондри (~0.2 мм), та мають високе співвідношення сидерофільних елементів до силікону. Дещо більш ніж 10% породи складають металеві зерна. Визначальною особливістю хондритів групи EH є те, що метал Fe-Ni містить ~3 wt% елементарного силікону.
- Хондрити EL (англ. low enstatite — низький вміст енстатиту) містять більші хондри (>0.5 мм), та мають низьке співвідношення сидерофільних елементів до силікону. Метал Fe-Ni містить ~1 wt% силікону.

## Найвагоміші факти
Найбільшим хондритом E-типу, падіння якого було історично зафіксоване, є метеорит Abee, який впав у 1952 році на території містечка Ебі, провінція Альберта, Канада. Камінь вагою 107 кг приземлився на фермерському пшеничному полі, утворивши на місці падіння вирву діаметром у 0.7 м та глибиною у 1.5 м. На основі оцінок його швидкості та нахилу траєкторії падіння, вважається, що метеорит увійшов у земну атмосферу на порівняно низькій швидкості, із низьким нахилом орбіти, перигелій якої знаходився в межах 0.95 AU, а афелій — ймовірно, в районі 2.74 AU. Даний метеорит класифікується як розплавлена внаслідок зіткнення (імпактна) брекчія, а його мінерали — повторно кристалізувались після зіткнення з космічним об'єктом, внаслідок чого він і був відокремлений від батьківського тіла. Метеорит перейшов у володіння Геологічної служби Канади, а великий його екземпляр перебуває зараз на виставці у Королівському музеї Онтаріо.
Найбільшим відомим хондритом E-типу в поясі астероїдів може бути астероїд 21 Лютеція, діаметр якого становить приблизно 100 км, що було визначено шляхом спостережень, виконаних космічним апаратом «Розетта», а також за допомогою телескопа New Technology Telescope Європейської південної обсерваторії, інфрачервоного телескопа NASA (IRTF) та космічного телескопа Спітцер.